# 张铁泉
张铁泉（1978年7月25日—），蒙古族，出生于内蒙古，是一名综合格斗(自由搏击)运动员，绰号“蒙古狼”（Mongolian Wolf）。
2010年9月18日，张铁泉前往美国丹佛市开始训练和备战，成为中国首位征战UFC/WEC的运动员。
2012年，张铁泉在日本东京迎来UFC生涯的第五场比赛，对手为日本名将田村一圣，不到两回合的较量张铁泉就被KO。